# Phlogophilus
Phlogophilus (eksterstaarten) is een geslacht van vogels uit de familie kolibries (Trochilidae) is een geslacht van vogels uit de familie kolibries (Trochilidae) en de geslachtengroep Lesbiini (komeetkolibries). Er zijn twee soorten:
- Phlogophilus harterti –  Peruaanse eksterstaart
- Phlogophilus hemileucurus – Ecuadoreksterstaart